# هاروی بی
هاروی بی (به انگلیسی: Hervey Bay) یک منطقهٔ مسکونی در استرالیا است که در کوئینزلند واقع شده‌است.